# Kári
Pour les articles homonymes, voir Kari.
Kári est une divinité nordique (jötunn). 
Dans la mythologie nordique, il est un géant de glace mais également le dieu du vent. Il est le fils du géant Fornjótr ainsi que le frère d'Ægir, géant de l'océan, et de Logi, dieu du feu.

## Biographie
Il est cité dans de nombreuses sagas, telles que le Hversu Noregr byggdist, l'Orkneyinga saga, le Skáldskaparmál de Snorri Sturluson, le Flateyjarbók ou encore la Supplementum Historiæ Norvegicæ d'Arngrímur Jónsson.

## Famille

### Mariage et enfants
D'une union avec une mère inconnue, il est le père de :
- Frosti[3].

## Hommage et postérité

### Astronomie
Une des lunes de Saturne est appelée Kari, dérivé du nom Kari.

### Micro-organismes
La Kariarchaeota (nommée ainsi en référence à Kari) est une sous-éspèce d'archées du groupe des archées d'Asgård.